# Jaime Alguersuari
Jaime Víctor Alguersuari Escudero, född 23 mars 1990 i Barcelona, är en spansk racerförare.

## Racingkarriär

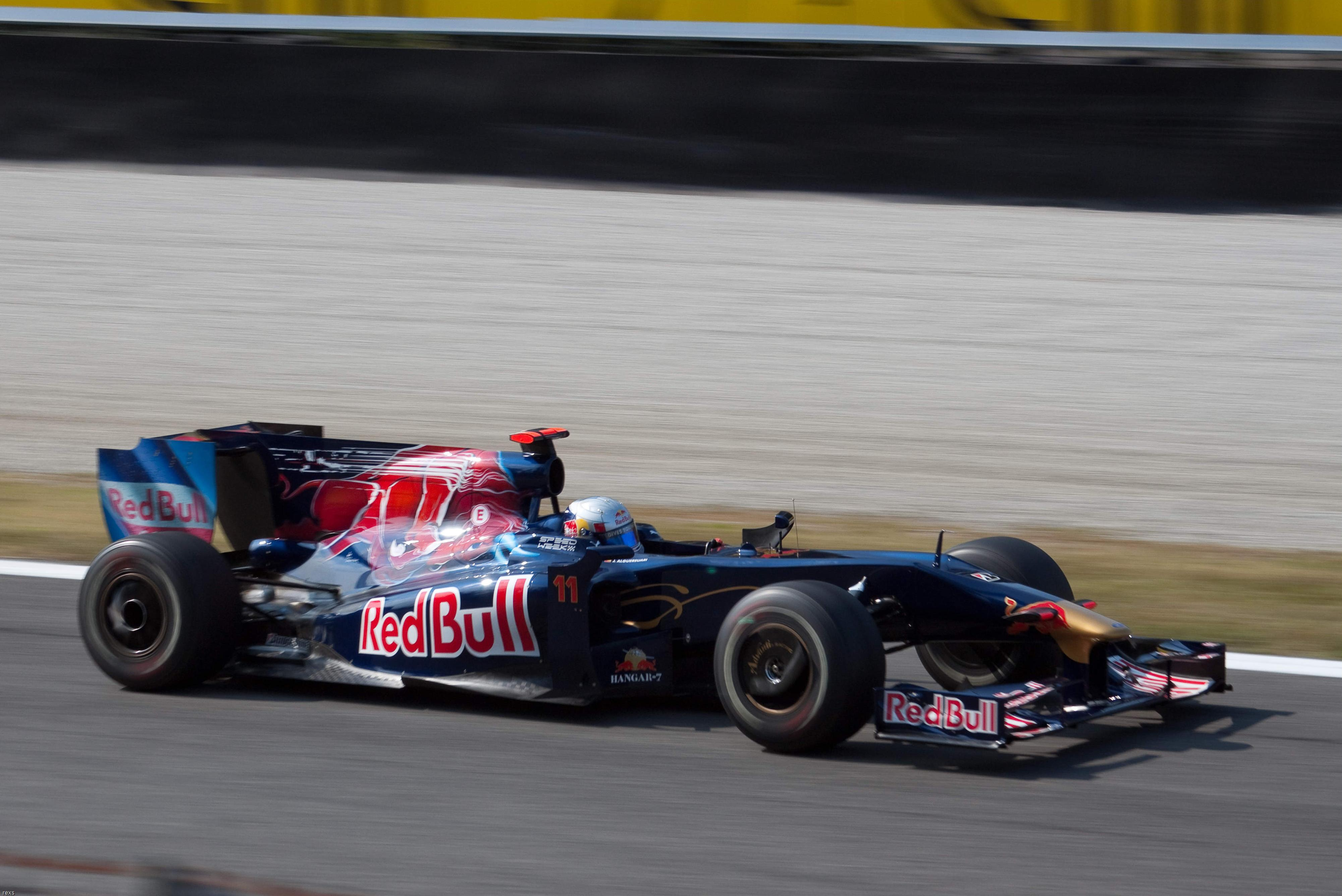
Jaime Alguersuari i Italiens Grand Prix 2009.

Alguersuari tillhör den spanska racing-generation som följde efter Fernando Alonso. Han blev femma i Formula Renault 2.0 Eurocup och tvåa i Formula Renault 2.0 Italia 2007. Detta gjorde att han fick köra för Carlin Motorsport i Brittiska F3-mästerskapet, där han vann flera tävlingar. Alguersuari var med i titelstriden 2008 ända till den sista omgången då han överraskade och tog säsongens enda dubbelseger och därmed titeln, efter att konkurrenten Oliver Turvey haft en mardrömshelg. 
Alguersuari körde för Carlin Motorsport i Formula Renault 3.5 Series säsongen 2009. 
Säsongen 2009 blev Alguersuari formel 1-stallet Red Bull Racings tredjeförare vid Tysklands GP, men redan vid Ungerns GP fick han bli Toro Rossos ordinarie förare efter att Sébastien Bourdais fått sparken. Han blev då han debuterade i Ungerns GP 26 juli 2009 19 år och 126 dagar gammal, den yngste F1-föraren någonsin, ett rekord som han tog över från Mike Thackwell, och som höll sig fram till Max Verstappens debut i F1 2015.

## F1-karriär
| Säsong     | Stall/Tillverkare  | Placering  | Lopp | Poäng | Etta | Tvåa | Trea | Pole | Varv |
| ---------- | ------------------ | ---------- | ---- | ----- | ---- | ---- | ---- | ---- | ---- |
| 2009       | Toro Rosso-Ferrari | 24         | 8    | 0     | 0    | 0    | 0    | 0    | 0    |
| 2010       | Toro Rosso-Ferrari | 19         | 19   | 5     | 0    | 0    | 0    | 0    | 0    |
| 2011       | Toro Rosso-Ferrari | 14         | 19   | 26    | 0    | 0    | 0    | 0    | 0    |
| Sammanlagt | Sammanlagt         | Sammanlagt | 46   | 31    | 0    | 0    | 0    | 0    | 0    |